# Меренчуков, Дмитрий Андреевич
Дмитрий Андреевич Меренчуков (род. 3 марта 1999, Ленинск-Кузнецкий, Кемеровская область) — российский футболист, нападающий клуба «Химик».

## Биография
Начинал заниматься футболом в новокузнецких ДЮСШ-2 и ДЮСШ «Металлург-Кузбасс». В 2014 году стал победителем и лучшим бомбардиром турнира в Кемерове, после чего был приглашён в ДЮСШ ЦСКА. 22 февраля 2017 года дебютировал в молодёжном составе клуба — в матче 1/8 финала Юношеской лиги УЕФА против «Русенборга» (2:1) вышел на 79-й минуте. В молодёжном первенстве России в сезонах 2016/17 — 2018/19 провёл 38 матчей, забил пять голов. В Юношеской лиге УЕФА 2017/18 забил один гол в шести играх. В октябре 2018 года покинул ЦСКА в статусе свободного агента. В начале 2019 года выступал за клуб 3 дивизиона «Новокузнецк». Перед сезоном 2019/20 подписал контракт с клубом РПЛ «Тамбов», в молодёжном первенстве сыграл 16 матчей, забил 12 голов и стал лучшим бомбардиром турнира. Следующий сезон начал также в молодёжном составе — 7 мячей в шести играх. 5 декабря 2020 года в гостевой игре против «Спартака» (1:5) дебютировал в Премьер-лиге, отметился голевой передачей.